# 세인트존구 (바베이도스)

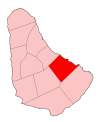
세인트존구의 위치

세인트존구(영어: Saint John)는 바베이도스 동부에 위치한 구로 행정 중심지는 포로즈이며 면적은 34km2, 인구는 8,963명(2010년 기준)이다. 서쪽으로는 세인트조지구, 북쪽으로는 세인트조지프구, 남동쪽으로는 세인트필립구와 접한다.